# Željko Knapić
Željko Knapić (* 26. März 1957 in Čakovec) ist ein ehemaliger jugoslawischer Leichtathlet, der sich auf den Kurzstreckenlauf spezialisiert hatte.

## Sportliche Karriere
Željko Knapić lief für den AK Sloboda in Varaždin. Er wurde fünfmal jugoslawischer Meister im 200-Meter-Lauf und dreimal im 400-Meter-Lauf.
Željko Knapić erreichte den fünften Platz über 400 Meter und den achten Platz mit der 4-mal-400-Meter-Staffel bei den Junioreneuropameisterschaften 1975. 1978 lief er über 400 Meter auf den vierten Platz bei den Halleneuropameisterschaften in Mailand. Im Sommer 1978 bei den Europameisterschaften in Prag lief die jugoslawische 4-mal-400-Meter-Staffel mit Rok Kopitar, Dragan Životić, Milovan Savić und Željko Knapić ins Finale und belegte den achten Rang. 1979 wurde Knapić Vierter über 400 Meter bei den Mittelmeerspielen in Split und hatte dabei 0,18 Sekunden Rückstand auf seinen drittplatzierten Landsmann Josip Alebić. Mit der 4-mal-400-Meter-Staffel gewannen die beiden die Silbermedaille hinter den Franzosen. Im Juli 1980 bei den Olympischen Spielen in Moskau lief die 4-mal-400-Meter-Staffel mit Željko Knapić, Milovan Savić, Rok Kopitar und Josip Alebić lief die siebtschnellste Vorlaufzeit, verpasste aber das Finale, da die beiden ersten Staffeln des langsameren dritten Vorlaufs direkt qualifiziert waren.
Seine Bestzeiten von 20,76 Sekunden über 200 Meter und 45,64 Sekunden über 400 Meter lief Knapić am 20. und 19. September 1981 in Sarajevo, als er beide Strecken bei den Balkanspielen gewann. 1982 fanden die Halleneuropameisterschaften wie 1978 in Mailand statt und wie 1978 belegte Knapić den vierten Platz über 400 Meter. Im Sommer bei den Europameisterschaften in Athen lief er in 46,20 Sekunden auf den siebten Platz über 400 Meter. Die 4-mal-400-Meter-Staffel mit Ismail Macev, Goran Humar, Jozef Kereši und Željko Knapić schied im Vorlauf aus. Im September 1983 bei den Mittelmeerspielen in Casablanca gewann er in 45,95 Sekunden die Bronzemedaille hinter den beiden Franzosen Aldo Canti und Hector Llaster. 1986 bei den Europameisterschaften in Stuttgart schied Knapić über 400 Meter im Vorlauf aus. Die 4-mal-400-Meter-Staffel mit Slobodan Branković, Slobodan Popović, Predrag Melnjak und Željko Knapić erreichte das Finale und dort den siebten Platz.